# 大西瓜
大西瓜是一種集體遊戲，在台灣則稱為餅乾盒，主要在一班不認識的人聚首時，用作加快相互認識的遊戲。

## 人數
不限。

## 玩法

### 香港
1. 各人圍坐在一起。
2. 各人按著一定的拍子，拍動自己的大腿，然後跟拍子說出「邊個攞左雪櫃裏面果個大西瓜」(誰人拿了冰箱內的那個大西瓜)
3. 開始者接著說出「某某攞左雪櫃裏面果個大西瓜」(某某拿了冰箱內的那個大西瓜)
4. 被指名的人跟著說出「係咩?」(是嗎?)
5. 其他人跟著說「冇錯！」(沒錯！)
6. 被指名的人跟著說「唔係我」(不是我)
7. 其他人跟著說「係邊個？」(那麼是誰？)
8. 被指名的人跟著說「某某攞左雪櫃裏面果個大西瓜」(某某拿了冰箱內的那個大西瓜)
9. 然後重覆這過程，直至有人接不上則輸。過程中各人會不斷按著拍子拍打自己的大腿，而拍子會越來越快以增加刺激。

另有版本為省略步驟4及5

### 台灣
1. 各人圍坐在一起。
2. 各人按著一定的拍子，拍動自己的大腿，然後跟拍子說出「誰偷了餅乾藏在餅乾盒裡」
3. 開始者接著說出「某某偷了餅乾藏在餅乾盒裡」
4. 被指名的人跟著說出「不是我！」
5. 其他人跟著說「就是你！」
6. 被指名的人跟著說「不可能」
7. 其他人跟著說「那是誰？」
8. 被指名的人跟著說「某某偷了餅乾藏在餅乾盒裡」
9. 然後重覆這過程，直至有人接不上則輸。過程中各人會不斷按著拍子拍打自己的大腿，而拍子會越來越快以增加刺激。

## 好處
由於這遊戲需要快的反應，故需要很好地記著其他人的名字才可以玩到，這可以加快大家互相的認識。